# Liste der Mitglieder der National Academy of Sciences/2013
Im Jahr 2013 wählte die National Academy of Sciences der Vereinigten Staaten 105 Personen zu ihren Mitgliedern.

## Neugewählte Mitglieder
- Kari Alitalo
- Eva Y. Andrei
- Kristi S. Anseth
- Richard N. Aslin
- Gregory P. Asner
- Vanderlei S. Bagnato
- Ian T. Baldwin
- Ben A. Barres (1954–2017)
- James M. Berger
- Stephen M. Beverley
- Manjul Bhargava
- Jef D. Boeke
- William J. Bond
- Ronald Breaker
- James A. Brown
- Michael E. Brown
- Mark A. Cane
- Brian Charlesworth
- Chi-Ming Che
- Xuemei Chen
- Edward M. De Robertis
- Xing-Wang Deng
- Winfried Denk
- Vishva M. Dixit
- Christopher M. Dobson (1949–2019)
- Jorge Dubcovsky
- Kenneth A. Farley
- Graham D. Farquhar
- Marcus W. Feldman
- Robert W. Field
- Susan T. Fiske
- A. Stewart Fotheringham
- Robin Fox (1934–2024)
- Eduardo Fradkin
- Joseph S. Francisco
- Marcella Frangipane
- Katherine H. Freeman
- S. James Gates, Jr.
- Michel A. J. Georges
- Christopher C. Goodnow
- Martin Gruebele
- Naomi J. Halas
- Peter G. Hall (1951–2016)
- Sharon Hammes-Schiffer
- Juris Hartmanis
- David J. Heeger
- Wilson Ho
- Sarah Hobbie
- William R. Jacobs, Jr.
- Victor Kac
- David B. Kaplan
- Henry Kapteyn
- Yoshihiro Kawaoka
- Nancy Knowlton
- Chryssa Kouveliotou
- Mitzi I. Kuroda
- Gregory F. Lawler
- Joseph E. LeDoux
- Meave G. Leakey
- Beth Levine (1960–2020)
- Mary E. Lidstrom
- Yuk-Ming Dennis Lo
- Juan Maldacena
- David R. Mayhew
- Emmanuel Mignot
- Dale Mortensen (1939–2014)
- Ramesh Narayan
- Michael S. Neuberger (1953–2013)
- Peter J. Novick
- Ruth S. Nussenzweig (1928–2018)
- Sarah P. Otto
- John B. Pendry
- Norbert Perrimon
- Terry A. Plank
- Daniel A. Portnoy
- Stephen R. Quake
- Karin M. Rabe
- Luis Rosero-Bixby
- Alvin E. Roth
- Daniel L. Schacter
- Robert D. Schreiber
- John H. Seinfeld
- James A. Sethian
- Yigong Shi
- Osamu Shimomura
- Beth A. Simmons
- Robert H. Singer
- Nicholas C. Spitzer
- Louis M. Staudt
- Joan E. Strassmann
- Galen D. Stucky
- Eva Tardos
- Gina Turrigiano
- David Vanderbilt
- David A. Vogan, Jr.
- Gerhard Wagner
- Graham C. Walker
- Robin A. Weiss
- Avi Wigderson
- Huntington F. Willard
- Fred M. Winston
- Ernest M. Wright
- Wei Yang
- Horng-Tzer Yau
- Anton Zeilinger